# یاکو آگام
یاکُو آگام (به انگلیسی: Yaacov Agam) (زادهٔ ۱۹۲۸) پیکره‌ساز و هنرمند تجربی اسرائیلی و از پیشگامان هنر دیدگانی و هنر سینتیک است.

## زندگی‌نامه
یاکو آگام با نام یاکو گیبستاین در ۱۹۲۸ میلادی در ریشون لتسیون در خانوادهٔ ارتدکس یهودی به دنیا آمد. پدرش که یک ربی بود، او را به مدرسه‌ای مذهبی فرستاد. آگام میان سال‌های ۱۹۴۷–۴۸ در آکادمی هنر و طراحی بازالل اورشلیم تحصیل کرد، او در سال‌های ۱۹۴۹–۵۱ تحصیلات خود را در زوریخ و آتلیه هنر مجرد پاریس (۱۹۵۱) ادامه داد. آگام در ۱۹۵۳ میلادی نخستین نمایشگاه انفرادی خود را در پاریس برگزار کرد. او در این نمایشگاه نخستین کارهای سینتیک خود را به نمایش گذارد.
آگام در ۱۹۵۳ همراه با کالدر، بری، سوتو و تانگلی در نمایشگاهی در گالری دنیس رنه شرکت کرد. این نمایشگاه رویداد مهمی در زایش مکتب سینتیک دانسته می‌شود. آگام از این زمان به‌عنوان چهره‌ای خلاق در هنر مجرد شناخته شد.
یاکو آگام در ۱۹۹۶ برندهٔ جایزهٔ آموزش یونسکو شد. او همچنین در سال ۲۰۱۵ از سوی مجلهٔ الگمینر در فهرست «۱۰۰ فردی که تأثیر مثبتی بر زندگی یهودیان داشته‌اند» جای گرفت. در سال ۲۰۱۰ یک اثر او به نام رشد در حراجی ساتبیز نیویورک به قیمت ۶۹۸٬۰۰۰ دلار فروخته شد که رکورد بالاترین قیمت برای یک هنرمند اسرائیلی را شکست.

## نگارخانه

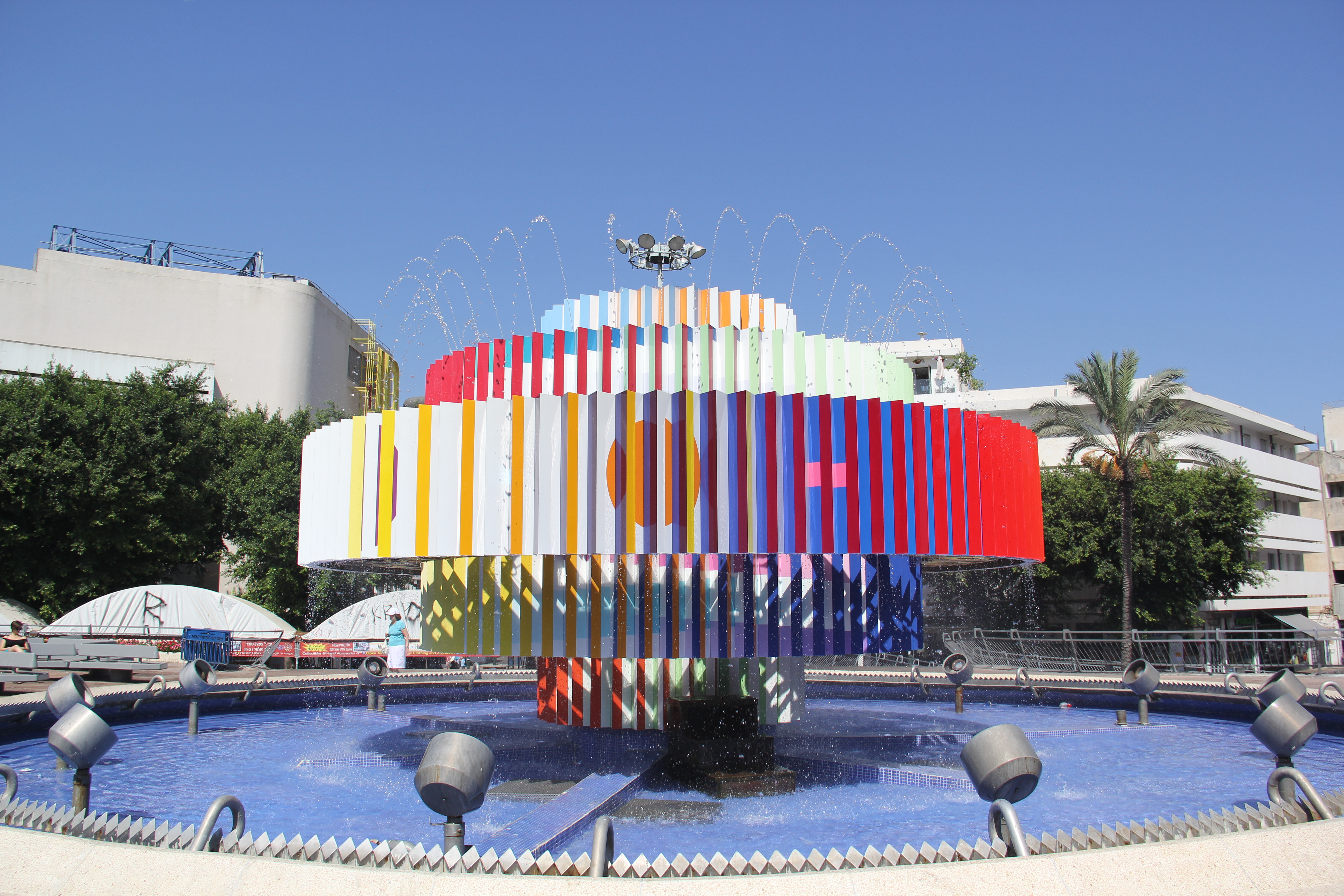
آب‌نمای آب و آتش در میدان دیزنگوف تل‌آویو
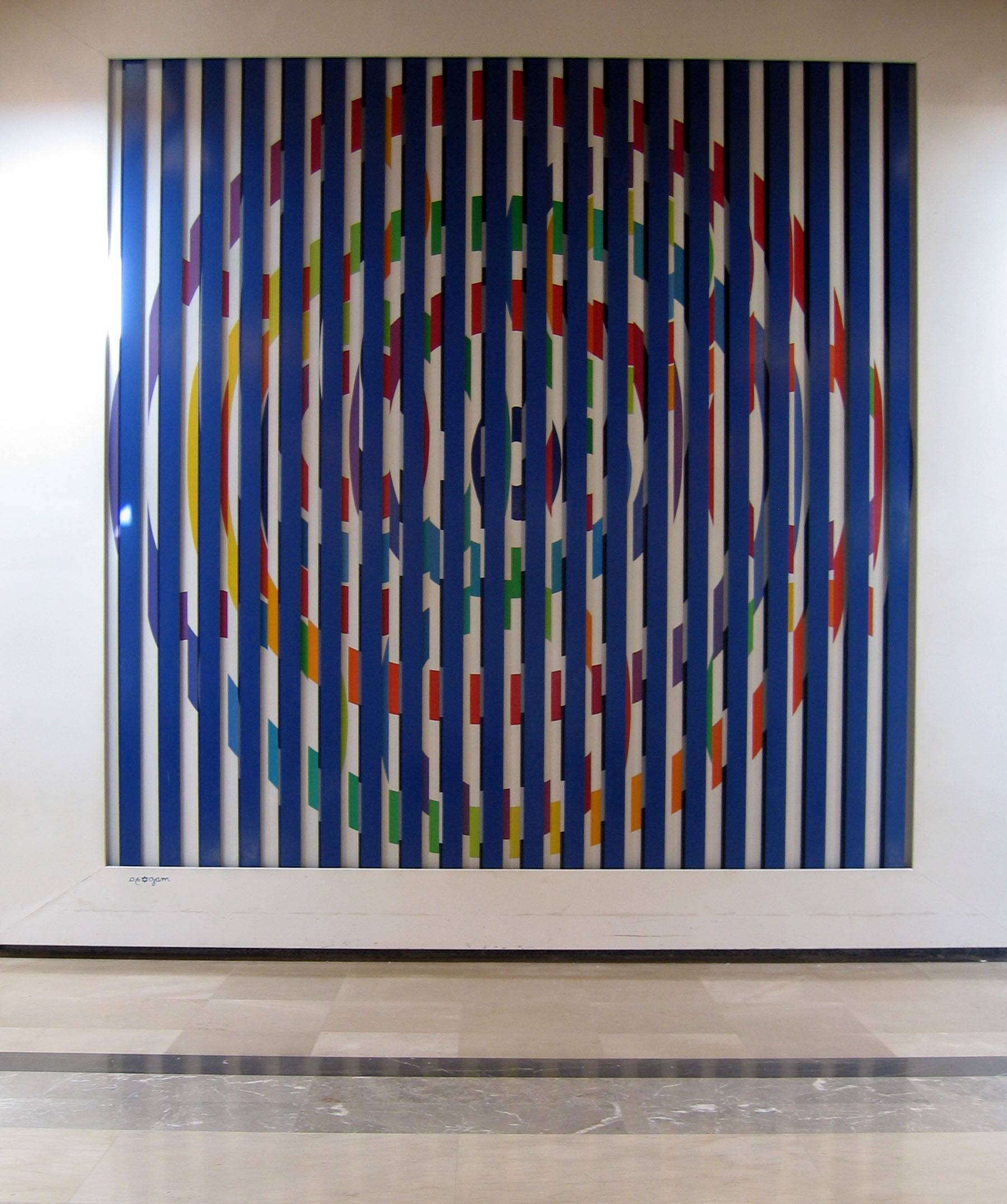
کارِ آگام در مرکز درمانی شیبا، اسرائیل
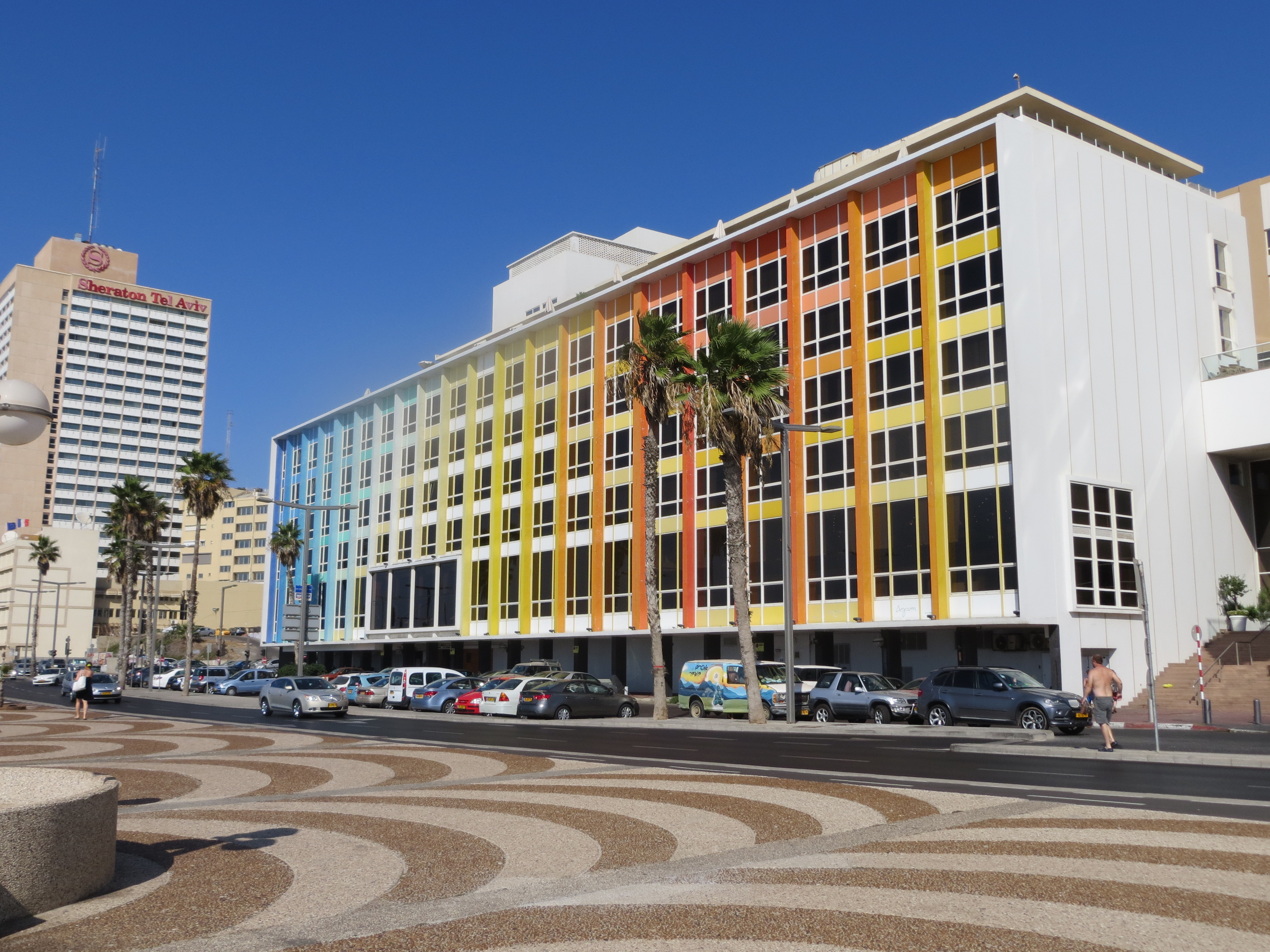
نمای هتل دن، تل‌آویو
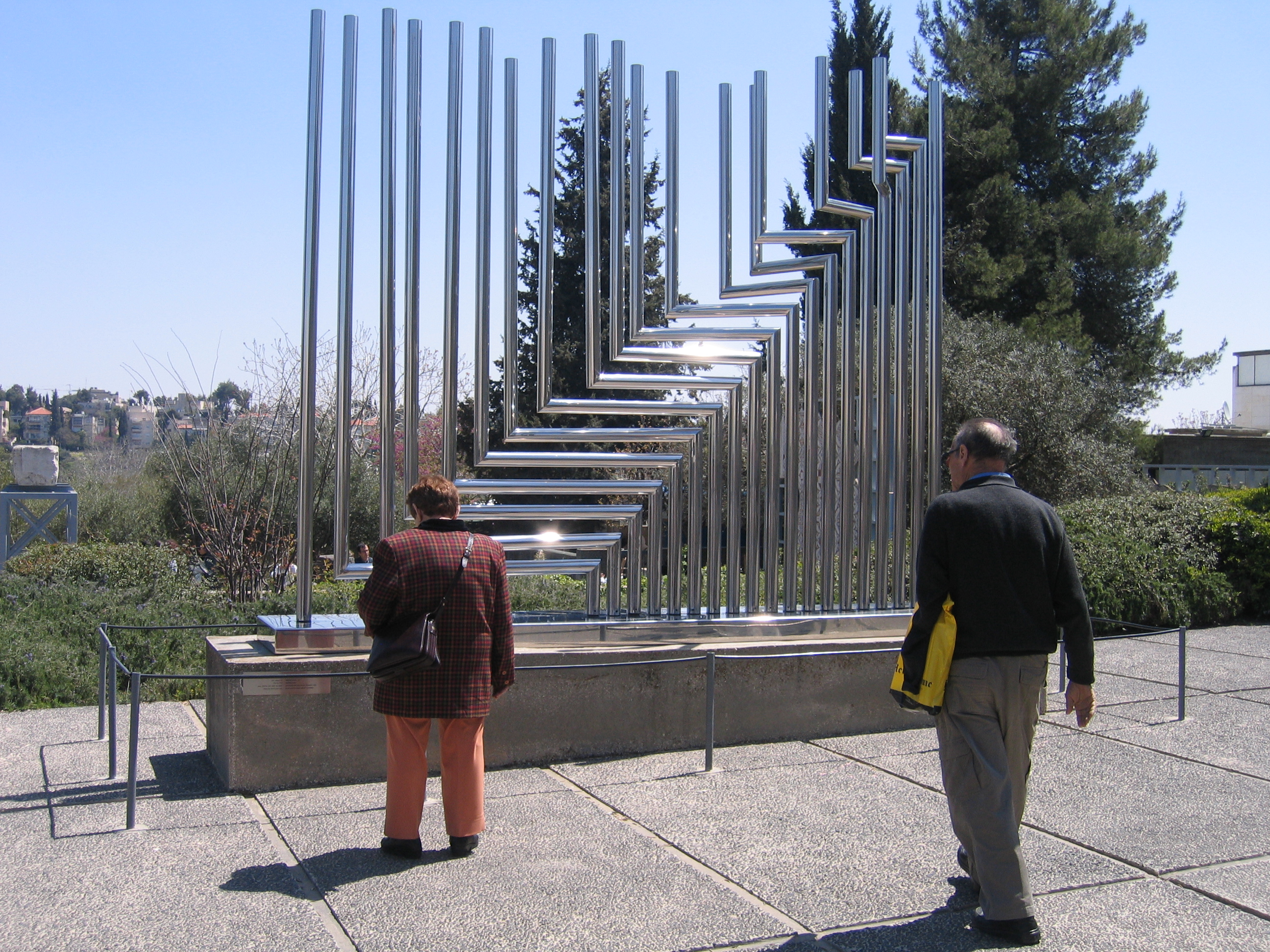
هفت مرحله، ۱۹۷۱

## یادداشت
1. ↑  Growth